# Jankel Adler

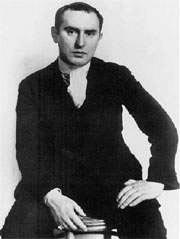
Jankel Adler

Jakub, bijgenaamd Jankel, Adler (Tuszyn, nabij Łódź, 26 juli 1895 - Aldbourne, nabij Londen, 25 april 1949) was een Pools kunstschilder en graveur.

## Leven

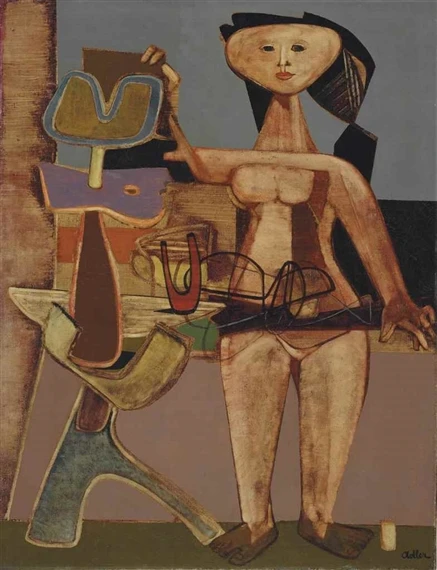
De Venus van Kirkcudbright

Jakub Adler werd geboren in Polen uit joodse ouders. Hij werd door zijn ouders Jankel genoemd en hijzelf hield die naam aan in zijn verdere leven.
In 1912 startte hij als leerjongen bij zijn oom in Belgrado, die graveur was. Hij maakte in die periode verscheidene reizen door de Balkan. Na deze ambachtelijke opleiding richtte hij zich op de schilderkunst en begon hij in 1914 een opleiding aan de Kunstgewerbeschule in Barmen, Duitsland. Na de Eerste Wereldoorlog reisde hij nog vaak tussen Polen en Duitsland, maar uiteindelijk vestigde hij zich in 1922 in Düsseldorf, waar hij bevriend werd met Otto Dix en samen met Paul Klee les gaf aan de plaatselijke Kunstakademie. Beide schilders oefenden een belangrijke invloed uit op Adlers werk. In 1926 werd Adler lid van de Rheinische Sezession. Het jaar daarop, in 1927, kreeg hij de opdracht om het planetarium van Düsseldorf (dat tijdens de oorlog was verwoest) te beschilderen. In 1928 behaalde hij de gouden medaille van de tentoonstelling 'Deutsche Kunst' voor zijn schilderij Katten (1927) (Keulen, Wallraf-Richartz-Museum)
In 1933 voerde hij samen met enkele bevriende kunstenaars campagne voor het communisme en tegen het nationaalsocialisme gedurende de verkiezingen voor de Rijksdag. Uiteindelijk vluchtte hij, op aanraden van zijn vrienden, in datzelfde jaar uit Duitsland omdat hij daar als jood bedreigd werd. Hij vestigde zich te Parijs, waar hij een andere grote invloed leerde kennen: de schilder Pablo Picasso. In de periode 1935-1937 verbleef Adler weer in Polen. Hij sloot zich vrijwillig aan bij het Poolse leger, maar moest daaruit ontslag nemen om gezondheidsredenen. Hij werd vanuit Duinkerke naar het Verenigd Koninkrijk gescheept en vestigde zich in eerste instantie in Glasgow, Schotland en vervolgens in Londen, in een studio in Bedford Gardens. Daar vormde hij als het ware de link tussen de Europese avant-garde en een reeks jonge Britse kunstenaars zoals Keith Vaughan, Prunella Clough, Benjamin Creme, Michael Ayrton en de toneelauteur Dylan Thomas. Tijdens de jaren '40 werd zijn werk ook tentoongesteld in Londen, Parijs en New York.

## Werk
De joodse tradities hebben altijd een belangrijke rol gespeeld in Adlers werk. Hij heeft nooit abstract geschilderd, maar verkoos toch streng geordende figuurcomposities. Zijn werk is vaak figuratief, met sterke omtrekken, en kubistisch van inslag. Stilistisch werd hij sterk beïnvloed door Pablo Picasso en Fernand Léger.
- Auckland Art Gallery Toi o Tāmaki: 1353
- Biblioteca Nacional de España: XX5308607
- Bibliothèque nationale de France: cb12001096j (data)
- Gemeinsame Normdatei: 118647024
- Information Center for Israeli Art: 269983
- International Standard Name Identifier: 0000 0000 6640 7664
- Library of Congress Control Number: n87902089
- National Gallery of Victoria: 6873
- Nationale bibliotheek van Australië: 36010054
- Nationale Bibliotheek van Israël: 987007257571205171
- Nationale Bibliotheek van Polen: a0000002237882
- Nederlandse Thesaurus van Auteursnamen: 071528679
- RKD-Nederlands Instituut voor Kunstgeschiedenis: 475
- SNAC: w60g4t4w
- Système universitaire de documentation: 02811129X
- Museum of New Zealand Te Papa Tongarewa: 38
- Trove: 1183851
- Union List of Artist Names: 500027359
- Virtual International Authority File: 2480239
- WorldCat: E39PBJhX3CXvpCP9WkkxMRrwmd